# Vance Air Force Base
Vance Air Force Base (IATA-code: END, ICAO-code: KEND) is een vliegbasis van de United States Air Force bij Enid in de Amerikaanse staat Oklahoma, ongeveer 105 km ten noordnoordwesten van Oklahoma City. De basis is vernoemd naar de lokale held uit de Tweede Wereldoorlog en ontvanger van de Medal of Honor, luitenant-kolonel Leon Robert Vance Jr.
De Host Unit op Vance is de 71st Flying Training Wing (71 FTW), die deel uitmaakt van het Air Education and Training Command (AETC). De Wing vliegt met T-38C Talon, T-6A Texan II en T-1 Jayhawk.